# Auditorio di Tenerife
L'auditorio di Tenerife "Adán Martín" venne progettato dall'architetto Santiago Calatrava. È situato sul viale della Costituzione della capitale delle isole Canarie, Santa Cruz de Tenerife prospiciente l'oceano Atlantico, nella parte sud del porto di Santa Cruz de Tenerife.

## Storia
Nel 1970, la società dell'isola richiede, per le isole Canarie, la costruzione di un auditorio. Nel 1977, viene approvata la costruzione dell'edificio in El Ramonal. L'anno successivo attraverso un concorso di idee viene attivato il progetto e inizialmente assegnato all'architetto Antonio Fernández Alba. Più tardi, nel 1985, la location venne spostata a El Chapatal.
Nel 1987, vengono presentati i progetti degli architetti Antonio Fernández Alba, Vicente Saavedra e Javier Díaz Llanos, dove il progetto precedente venne abbandonato a causa di una modifica concettuale del tipo di edificio. Nel 1989 si avviano i contatti con Santiago Calatrava Valls, poi diventato l'architetto definitivo.

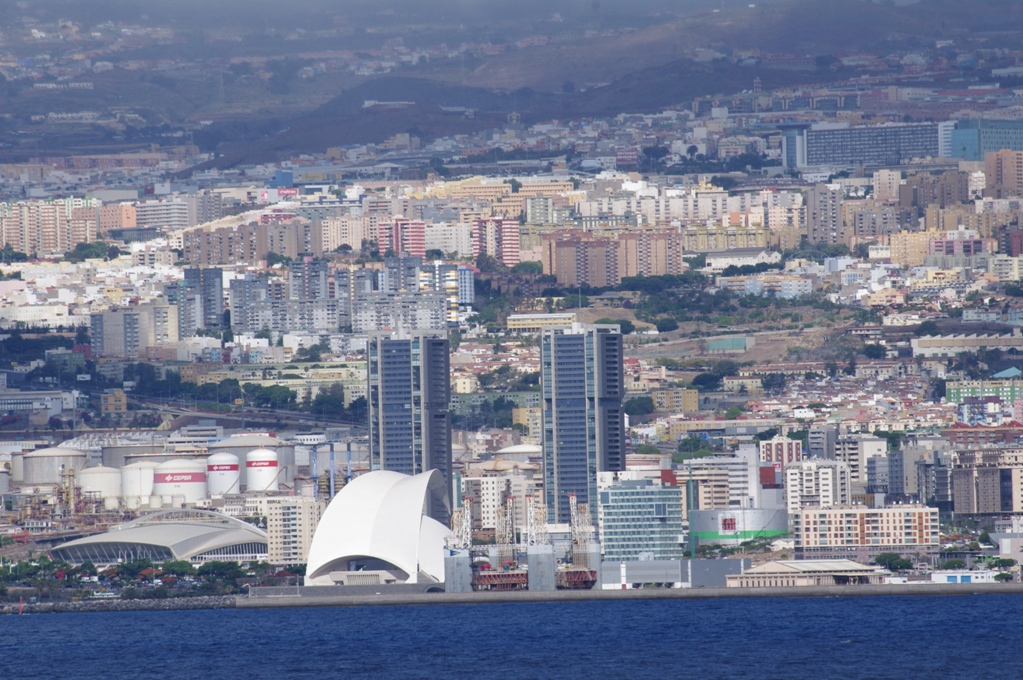
Auditorio di Tenerife e Torres de Santa Cruz visto dal mare.

Nel 1991, venne presentato pubblicamente il progetto definitivo e la location diventa nella capitale delle isole, l'Avenida Tres de Mayo. Nel 1996, venne approvata finalmente la posizione finale, vicino al mare, presso il castello di San Juan Bautista. La costruzione iniziò nel 1997 e terminò nel 2003. Venne inaugurato il 26 settembre 2003 alla presenza di Felipe di Borbone e alcuni dei giornali più prestigiosi del mondo: The New York Times, Financial Times, The Independent, Le Monde e Corriere della Sera. L'auditorium venne visitato nel 2005 anche dall'ex presidente degli Stati Uniti d'America Bill Clinton.
Il profilo maestoso del complesso è diventato uno dei simboli architettonici della città di Santa Cruz de Tenerife, capitale delle Isole Canarie. È anche considerato come l'edificio più elegante e moderno nelle isole, uno degli edifici più emblematici dell'architettura spagnola. Nel marzo 2008 le poste emisero sei francobolli (Correos) con le opere più rappresentative dell'architettura spagnola, tra cui era compreso l'auditorio di Tenerife. È una delle principali attrazioni turistiche di Tenerife e vi ha sede l'Orquesta Sinfónica de Tenerife (Orchestra Sinfonica di Tenerife). A partire dal 2006 vi si svolge annualmente la consegna dei Premios Dial, assegnati dell'omonima emittente radiofonica ai gruppi e agli artisti di maggior successo della scena musicale in lingua spagnola.
Dal 28 gennaio 2011 l'auditorio è stato ribattezzato auditorio di Tenerife "Adán Martín", in memoria del presidente del Governo delle Canarie, Adán Martín Menis che ne promosse la costruzione. Non tutti furono d'accordo di questa decisione, così la maggioranza della popolazione continua a chiamarlo con il suo nome originale: auditorio di Tenerife.

## L'edificio
L'edificio sorge su un terreno di 23.000 m², di cui l'auditorium ne occupa 6.471, suddivisi su due camere. L'auditorium è diverso dai progetti tradizionali. La sua forma ha lo scopo di circondare l'ascoltatore con le sorgenti sonore generate sul palco.
La sala principale o Symphony, è coronata da una cupola: ha 1616 posti disposti ad anfiteatro e un palco con un'apertura di 16,5 metri e una profondità di 14 metri. Canne d'organo emergono da entrambi i lati della fossa, disegnata da Albert Blancafort (anche coinvolto nella costruzione di organi nella Cattedrale di Alcalá de Henares e nell'Auditorio Alfredo Kraus a Gran Canaria).
La sala della camera, con 422 posti a sedere, riproduce, in scala più piccola la Symphony Hall. Nella hall, accessibile da due lati dell'edificio, sono la sala stampa, un negozio e un caffè. Nella struttura ci sono anche dodici camere singole, spogliatoi e camere per parrucchiere, trucco, costumi. L'esterno dispone di due terrazze che si affacciano sul mare.

## Nella cultura di massa
- Nel film Rambo: Last Blood di 2019, girato in parte a Santa Cruz de Tenerife, ci sono diverse sequenze panoramiche della città in cui si distinguono le Torres de Santa Cruz e l'Auditorium di Tenerife.[9]
- Parte del video clip del brano Universo con cui il cantante Blas Cantó rappresenterà la Spagna all'Eurovision 2020 è stata girato nell'Auditorium.[10]
- L'Auditorium è stato utilizzato come ambientazione per uno degli episodi della serie britannica Doctor Who, in particolare l'episodio 12 chiamato "Orphan 55", andato in onda nel gennaio 2020.[11]
- L'edificio è apparso in How Did They Build That? (Come l'hanno costruito?) dallo Smithsonian Channel, episodi di "Opera Houses" nel 2021.
- Nella serie The One del 2021, hanno girato varie scene nell'Auditorium, e hanno anche registrato in uno dei laboratori dell'Università di La Laguna (ULL).[12]
- Nella serie della Foundation di 2021, hanno girato varie scene intorno all'Auditorium.[13]
- Nella serie spagnola Una vida menos en Canarias del 2024 compaiono l'Auditorium di Tenerife e molti altri luoghi emblematici di Santa Cruz de Tenerife e dell'isola.

## Galleria d'immagini

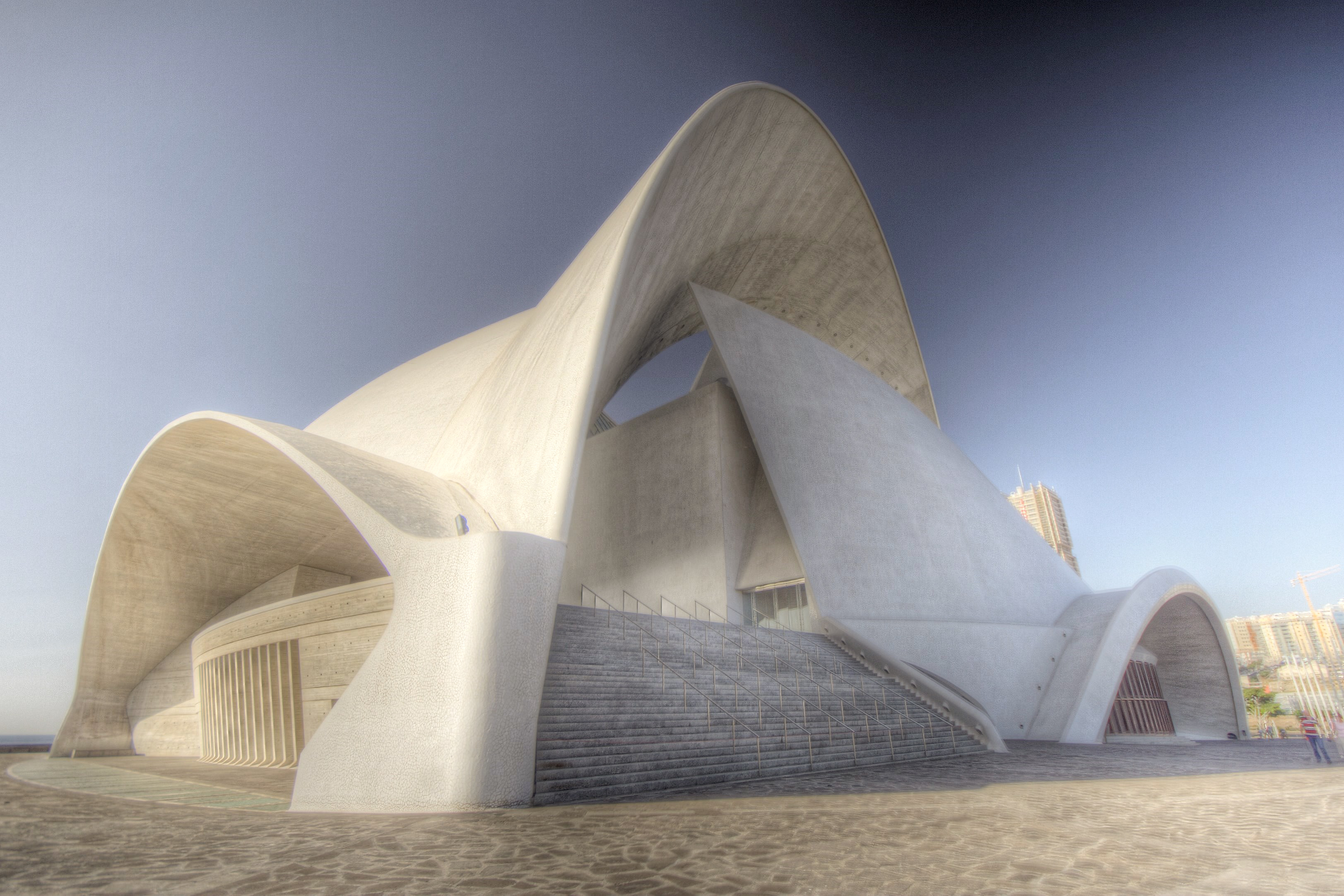
Auditorium di Tenerife, visto da dietro.
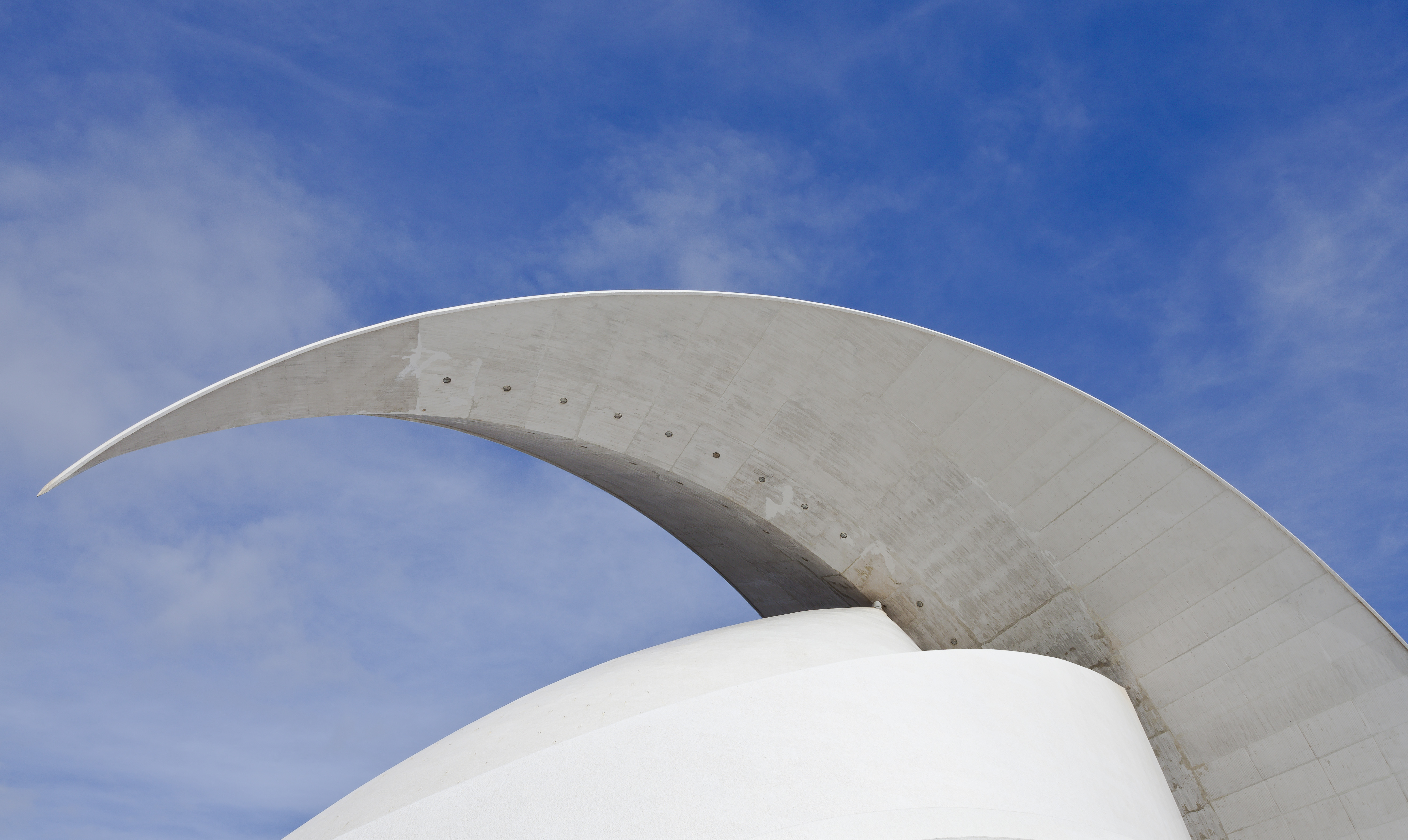
Auditorium, arc.
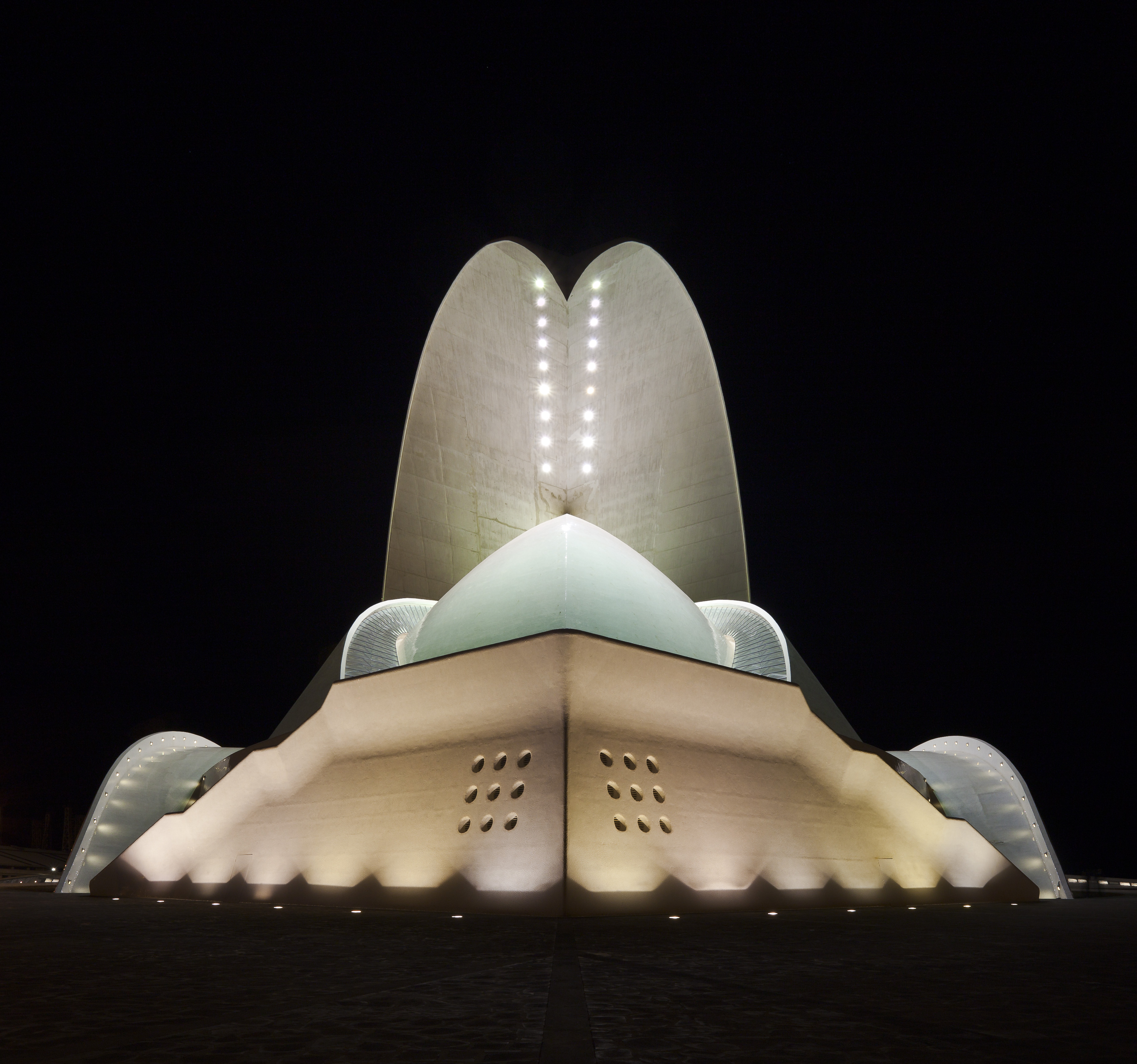
Illuminazione notturna.
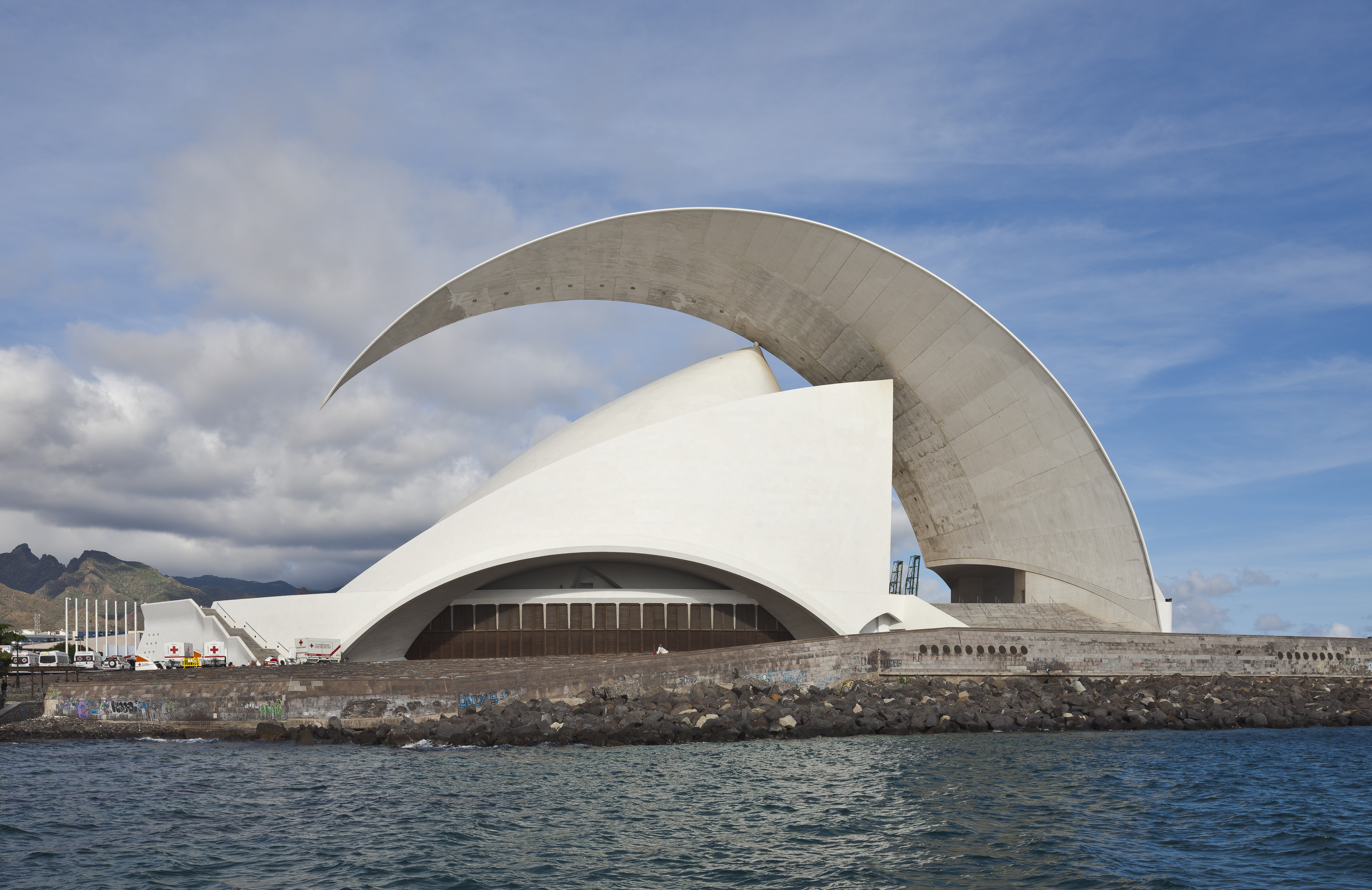
Auditorium e il mare.